# Morświn okularowy
Morświn okularowy (Phocoena dioptrica) – gatunek ssaka  z rodziny morświnowatych (Phocoenidae). Gatunek słabo poznany.

## Występowanie i biotop
Chłodne wody oceaniczne półkuli południowej.

## Charakterystyka ogólna
| Podstawowe dane         | Podstawowe dane |
| ----------------------- | --------------- |
| Długość ciała           | 204-224 cm      |
| Masa ciała              | 85-115 kg       |
| Dojrzałość płciowa      | brak danych     |
| Ciąża                   | brak danych     |
| Liczba młodych w miocie | brak danych     |
| Długość życia           | brak danych     |

### Wygląd
Jeden z największych morświnów, ma charakterystyczną krępą budowę, tępą linię pyska i krótki dziób. Płetwa grzbietowa  jest całkiem spora, trójkątna i zaokrąglona na czubku. Czarne ubarwienie grzbietu, spód ciała biały. Głowa krótka. Zęby są łopatowate, w górnej szczęce jest ich 17 - 23 par, a w żuchwie 16 - 20 par. Samce osiągają średnio długość 2,2 m, samice zaś 2 m.

### Tryb życia
Spotykany pojedynczo. Tryb życia i biologia rozrodu nie zostały poznana. Żywi się prawdopodobnie rybami i kałamarnicami.

## Zagrożenia i ochrona
Gatunek nie jest objęty konwencją waszyngtońską (CITES). W Czerwonej księdze gatunków zagrożonych Międzynarodowej Unii Ochrony Przyrody i Jej Zasobów został zaliczony do kategorii DD (brak wystarczających danych).